# Quân đội thuộc địa
Quân đội thuộc địa là quân đội được xây dựng và sử dụng làm lực lượng đồn trú trong các lãnh thổ thuộc địa của các nước đế quốc.

## Nền tảng
Quân đội thuộc địa được tuyển dụng và xây dựng dựa trên nhu cầu của chính quyền các nước đế quốc nhằm hỗ trợ họ trong việc bảo vệ các thuộc địa (trước các đế quốc khác) và nhu cầu đảm bảo an ninh bên trong. Họ còn được gọi là 'quân địa phương' hay 'quân bản xứ'. Họ được tuyển dụng và trả lương, do chính quyền thuộc địa quản lý. Quân đội này là một phần trong hệ thống quân sự của các nước đế quốc. Các đế quốc cổ xưa như Carthage và đế quốc La Mã đã sử dụng quân đội thuộc địa, đến thời hiện đại những đế quốc châu Âu như Anh, Pháp, Hà Lan, Đức, Ý, Tây Ban Nha, Bồ Đào Nha, Đan Mạch sử dụng phổ biến hơn với loại quân đội này. Các đơn vị sepoys của Anh ở Ấn Độ là ví dụ đầu tiên của việc sử dụng quân thuộc địa. Các vùng thuộc địa của Pháp và Bồ Đào Nha ở Ấn Độ cũng tuyển dụng lính sepoys.

## Cơ sở tuyển dụng
Binh lính của quân đội thuộc địa được tuyển dụng từ nhiều nguồn. Thông thường là người của bản xứ thuộc địa đó, hoặc từ người di dân từ chính quốc của nước đế quốc thống trị, đôi khi là lính đánh thuê. Lính trong "Quân đội châu Phi" của Pháp đóng ở Algeria, Morocco và Tunisia bao gồm tất cả những yếu tố này. Thực dân Hà Lan đã có một sự kết hợp tương tự quân đội tuyển dụng địa phương và chính quốc đồn trú ở Indonesia. Trong khi người Sikh, Punjabis, Rajputs, Jats, Baluchis và những sắc dân khác chiếm phần lớn quân đội thuộc địa Ấn Độ, 10 trung đoàn lính Gurkha Rifles được tuyển dụng từ lãnh thổ bên ngoài nước Anh.
Nhiều cường quốc thuộc địa đã tìm cách tuyển dụng các dân tộc thiểu số, như người Ambon ở Đông Ấn Hà Lan (NEI), để đối trọng phần lớn dân số được xem là có khả năng nổi loạn, chẳng hạn như người Java. Những nhóm thiểu số như vậy thường được chỉ định là lớp đặc quyền; truyền thống chiến binh được cho là vượt trội của họ được sử dụng, và cộng đồng của họ được thưởng bằng đặc quyền đặc lợi. Sức mạnh thực dân có thể đối mặt với tình trạng tiến thoái lưỡng nan: quân thuộc địa là dân tộc đa số thì sẽ rất dễ mất kiểm soát họ, hoặc cách khác dựa vào thiểu số kết hợp với số lượng lớn quân châu Âu hoặc địa phương khác. Quân đội Pháp của Levant là một ví dụ về chọn lựa thứ hai. Được tăng cường ở Syria và Lebanon từ 1920 đến 1943, lực lượng khoảng 10.000 người (năm 1938) chủ yếu được tuyển dụng từ người Alawite, Druze, Kurdish và Circassian thiểu số, được tăng cường bởi các đơn vị từ Bắc Phi, Senegal và Pháp.
Quân đội Anh sử dụng một số lượng lớn binh sĩ thường xuyên của mình từ Ấn Độ và một số thuộc địa khác, làm tăng các lực lượng đồn trú địa phương. Tuy nhiên, điều đáng chú ý là lực lượng Anh ở Nigeria và các vùng lãnh thổ Tây Phi khác trong tình hình bình thường gần như được tuyển dụng tại địa phương, ngoại trừ các sĩ quan, một số hạ sĩ quan và một vài chuyên gia.
Những thay đổi trong người cai trị thuộc địa thường có nghĩa là việc tiếp tục tuyển dụng địa phương - thường từ cùng một nguồn. Cả hai đế quốc cai trị Tây Ban Nha và Hoa Kỳ ở Philippines đều sử dụng quân Philippines từ cùng một khu vực và các nhóm bộ tộc. Vào những năm 1830, các Zouaves ban đầu là những người tình nguyện từ một nhóm bộ lạc, cung cấp lính đánh thuê cho cả người Thổ Nhĩ Kỳ và người Pháp ở Algeria.
Quân đội thuộc địa có thể bao gồm các lực lượng địa phương được rút ra từ những người di dân định cư ở các thuộc địa nơi đây rất nhiều. Trong thế kỷ 18, các đơn vị dân quân đã được sử dụng ở các xứ thuộc địa Mỹ. Một phần lớn lực lượng được duy trì bởi Tây Ban Nha và Bồ Đào Nha ở Nam và Trung Mỹ cho đến đầu thế kỷ 19 đã được tuyển dụng tại địa phương. Các lực lượng dân quân thuộc địa ở Úc, Canada và New Zealand đã hình thành nên nguồn gốc của quân đội hiện đại của những quốc gia này.

## Ưu điểm của quân đội thuộc địa
Quân đội thuộc địa cũng như chính quyền thuộc địa là một phần của hình thức cai trị gián tiếp của các nước đế quốc. Sự hiện diện của họ qua hình thức này che đậy vai trò thống trị thật sự của các nước đế quốc, tránh những tâm lý nổi loạn từ chủ nghĩa dân tộc địa phương. Thông qua quân đội thuộc địa, các nước đế quốc dễ dàng đàn áp các cuộc nổi loạn.
Quân thuộc địa là người bản xứ, vốn đã quen với địa hình, ngôn ngữ, văn hóa địa phương khiến vai trò chiến đấu và đảm bảo an ninh xã hội của họ hiệu quả hơn.
Họ có thể miễn dịch với các loại bệnh của những khu vực thuộc địa, thường là vùng nhiệt đới khác với môi trường châu Âu, điều mà những binh sĩ da trắng thường dễ dàng mắc phải.
Quân đội của các thuộc địa có thể được thuyên chuyển trao đổi vùng đóng quân ở các thuộc địa khác nhau, điều này tránh sự xung đột về lòng trung thành, ví dụ, Ý đã sử dụng lính người Eritrean ở Libya và trong hai cuộc chiến tranh xâm lược Ethiopia (1898 và 1936). Các trung đoàn Ấn Độ đóng quân Aden, Singapore và Hồng Kông vào những thời điểm khác nhau trong thế kỷ 19 và đầu thế kỷ 20. Trong những năm 1950, người Bồ Đào Nha đã sử dụng quân đội châu Phi từ Mozambique để đồn trú Goa và người Hà Lan đã sử dụng lính Tây Phi (Zwarte Hollanders) để đồn trú Indonesia.
Quân đội thuộc địa là sự chọn lựa thay thế cho các cuộc đổ máu giữa các nước đế quốc với nhau, cũng như đổ máu thay cho họ trong các chiến dịch đàn áp nổi loạn.

## Nhược điểm của quân thuộc địa
Quân đội thuộc địa thường được trang bị các loại vũ khí nhẹ và kiểu cũ hơn (so với quân chính quốc được ưu tiên súng mới). Điều này xuất phát từ nhu cầu chiến tranh nổi loạn ở thuộc địa chỉ là chiến tranh cường độ thấp. Quân nổi loạn địa phương từ thuộc địa họ yếu kém hơn nhiều so với các đơn vị của nước đế quốc. Cho đến Thế chiến II, hiếm khi có pháo binh hoặc các đơn vị cơ giới trong quân thuộc địa (mặc dù quân đội thuộc địa Ý duy trì một số đơn vị pháo binh người Eritrea, Somali và Libya, và có một ít pháo binh trong quân đội Ấn Độ). Sự thiếu thốn tương đối của việc sử dụng vũ khí hạng nặng và đào tạo đã đưa quân đội thuộc địa vào thế bất lợi ban đầu khi đối mặt với những đối thủ hiện đại như quân đội Đức hay Nhật Bản trong Thế Chiến II.
Quân đội thuộc địa tỏ ra kém hiệu quả trong môi trường chiến đấu xa lạ, quân đội châu Phi và Ấn Độ được gửi đến Pháp năm 1914 đã gặp phải một điều kiện khí hậu, chế độ ăn uống và điều kiện chiến đấu khác biệt rất nhiều so với môi trường mà họ quen thuộc. Các đơn vị Tirailleurs Senegal của quân đội Pháp đã được rút về miền nam nước Pháp để phục hồi và đào tạo trong mùa đông khắc nghiệt của Mặt trận phía Tây. Tất cả quân đội Ấn Độ (ngoại trừ một số trung đoàn kỵ binh) đã bị rút khỏi Mặt Trận phía Tây vào tháng 10 năm 1915, để phục vụ tại Mesopotamia, Palestine và Đông Phi.
Việc lựa chọn các dân tộc cụ thể để sử dụng trong quân đội thuộc địa, kết hợp với xu hướng quyền lực thuộc địa đã tạo cho các dân tộc đó với những đặc điểm đặc trưng, dân tộc thiểu số với khả năng truyền thống chiến binh được dùng để cai trị đại đa số dân thuộc địa. Nhưng điều này có thể dẫn đến việc tăng cường sự cạnh tranh giữa các nhóm dân tộc trong các thuộc địa. Điều này có thể được nhìn thấy trong lý thuyết Anh về các chủng tộc, sử dụng một chính sách phân chia và cai trị trong hệ thống thuộc địa.
Quân đội thuộc địa được xây dựng và vận hành trên nền tảng của một hệ thống chi trả, thiếu khả năng tài chính họ không thể duy trì. Quân đội này không xây dựng và phục vụ trên nền tảng chủ nghĩa dân tộc nên không thể đòi hỏi tâm lý dũng cảm và khả năng hy sinh của họ trong chiến đấu.

## Chấm dứt sử dụng
Sự sụp đổ của đế quốc thuộc địa dẫn đến sự chuyển đổi hoặc giải thể của quân đội thuộc địa. Trong trường hợp quá trình độc lập của thuộc địa tương đối yên bình, các đơn vị thuộc địa là cơ sở hình thành các đội quân quốc gia mới. Trong trường hợp chiến tranh thuộc địa gia tăng, quân thuộc địa được coi là cộng tác viên với đế quốc và bị trả thù sau khi độc lập. Như trường hợp đặc biệt ở Algeria vào năm 1962  và ở Guinea-Bissau trong năm 1973/1974.